# 西拉雅族
西拉雅族，台灣原住民族，屬於南島民族，主要分佈在嘉南平原。台灣文字歷史上被外來者以福爾摩沙人（Formosan）稱呼，部分係專指其所接觸之西拉雅族人等。
清乾隆年間發生「黃教之亂」，新港社西拉雅族頭目大里撓因協力平亂有功，獲賜姓封地封官，帶領部分族人遷入今高雄市內門區居住。
19世紀因漢人爭地壓力，部份西拉雅人逐漸東遷，移住臺東、花蓮一帶。雖遭遇漢化衝擊，仍保留傳統祭儀及語言，學術上以平埔族群分類之。1990年代以來，西拉雅族發起正名運動，爭取官方承認其原住民身分。 2022年10月，憲法法庭111年度憲判字17號承認其原住民身分，要求相關機關修正《原住民身分法》。2023年5月向原住民族委員會遞交族別認定申請書。
西拉雅族由於自身的阿立祖信仰，又有「拜壺民族」的稱呼:15，但其實西拉雅族並非祀奉壺，而是崇拜壺中象徵祖靈神力的水:145。

## 族名由來

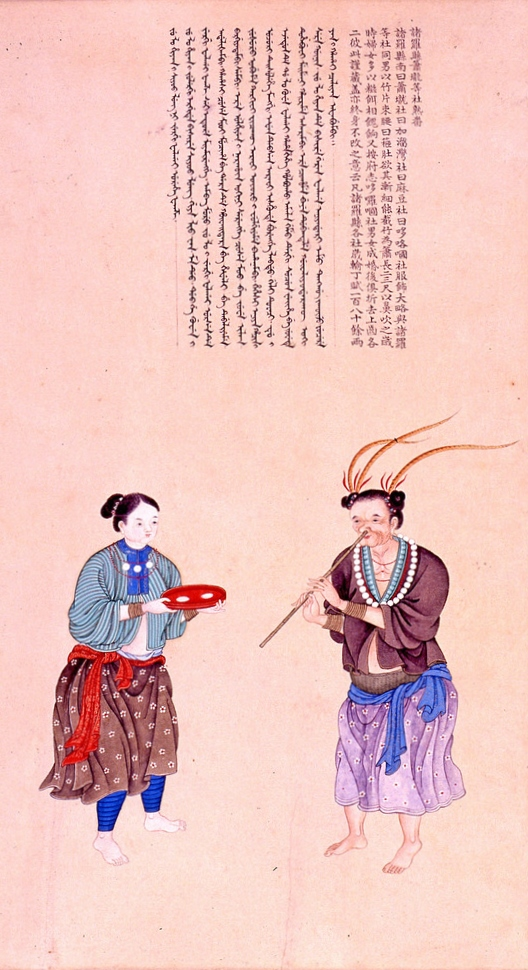
諸羅縣蕭壠等社熟番

「西拉雅」這個中文寫法最早可追溯至張耀錡於1951年所著之《平埔族社名對照表》，是「Siraya」這個發音的音譯:15。西拉雅的原意，語言學家費禮羅（Raleigh Ferrel）認為是「東邊的人」、「內山的人」、「裡面的人」，南島語學者卡爾·A·阿德拉爾（Karl A. Adelaar）則認為「raya」是往裡面的意思，所以西拉雅可解釋為「往裡面的人」，學者石萬壽則認為Siraya是臺灣閩南話「四大社」的轉音，學者段洪坤則根據日治時期學者的調查記錄，認為西拉雅就是「人」的意思:17，如達悟族的「達悟」（Tao、Tau）。

## 族群分類
西拉雅族主要有四大社，其分佈區域由北而南依次為：
- 蕭壠社（八掌溪下游到曾文溪下游，以佳里為中心）
- 麻豆社（急水溪上游以南到曾文溪之間，以麻豆為中心）
- 目加溜灣社（曾文溪到鹽水溪之間，以善化為中心）
- 新港社（鹽水溪一帶到二仁溪以北之間，以新市為中心）

在荷蘭時代的人口調查中，新港社約900人，目加溜灣社約8、900人、麻豆社約1300人，蕭壠社人口最多，接近2000。

### 其他社及支社
除了四大社之外，還有一些較小的社如大目降社、直加弄社、卓港社（卓猴社）、大傑顛社等，其中有一些社被視為四大社中某一社的屬社或分支。
過去部分學者將西拉雅族分成西拉雅本族、大武壠族及馬卡道族等亞族:12，但隨著新港文書等語料有更多的研究結果，以及部落田調更加完整，近年來學者及媒體普遍視三族為獨立族群，如學者李國銘即認為馬卡道族的文化信仰、聚落與語言跟臺南的西拉雅族有很大的不同:15，而日本人類學家馬淵東一及近代國內外學者如土田滋、李壬癸、劉益昌、簡文敏、胡家瑜及林清財等人也分別從語言、文化等各面向的差異，及族人早期自稱乃至近代族人自我認同，都將大武壠族視為獨立的一支原住民族：

### 臺灣東部的西拉雅族
1829年開始，部份西拉雅族逐漸東遷，移居花蓮的玉里、富里，臺東的池上、關山、長濱、成功一帶，並建立大、觀音山、萬人埔、蟳廣澳、彭子存等聚落，其中以大庄最具規模，但從信仰差異、自我認同及來源地分析，東遷人數最多者為來自高雄、屏東的大武壠族（大滿族）與馬卡道族，西拉雅族僅佔少數，例如早期當地族人多自稱為「大滿人」（Taivoan）， 信仰呈現上也以大武壠族的信仰為主。
另近年來富里鄉東里村也有些耆老們另行自設公廨並宣稱為來自台南地區正統西拉雅族人，其夜祭時間儀式與原村里儀式一樣，並也會邀約鄰近的阿美族人一同參加。
其中分布於花東縱谷者稱為「璞石閣平埔八社」、分布於海岸地帶者稱為「成廣澳沿海八社」。西南平原原住民族的東遷也促使海岸山脈開發出「安通越嶺道」、「落合越嶺道」、「大庄越嶺道」等古道。19世紀末期，受到清朝政府的橫徵暴斂，因而爆發大事件、觀音山事件等抗清事件。

## 社會與婚姻

### 社會組織
西拉雅族是典型的母系社會，女性往往比男性更加勤勞、強健，因此女性負責家中的重要事務且為主要財產繼承人。
西拉雅族是一個平權的社會，沒有固定的領袖人物或統治者，平時部落裡重要的事務皆是召開村民大會由族人共同決定，村民大會由長老負責主持會議及維持議會秩序，但並未有決定決策的權力，因此在西拉雅族社會中長老與其他族人屬於同等地位，沒有貴賤之分。

### 婚姻制度

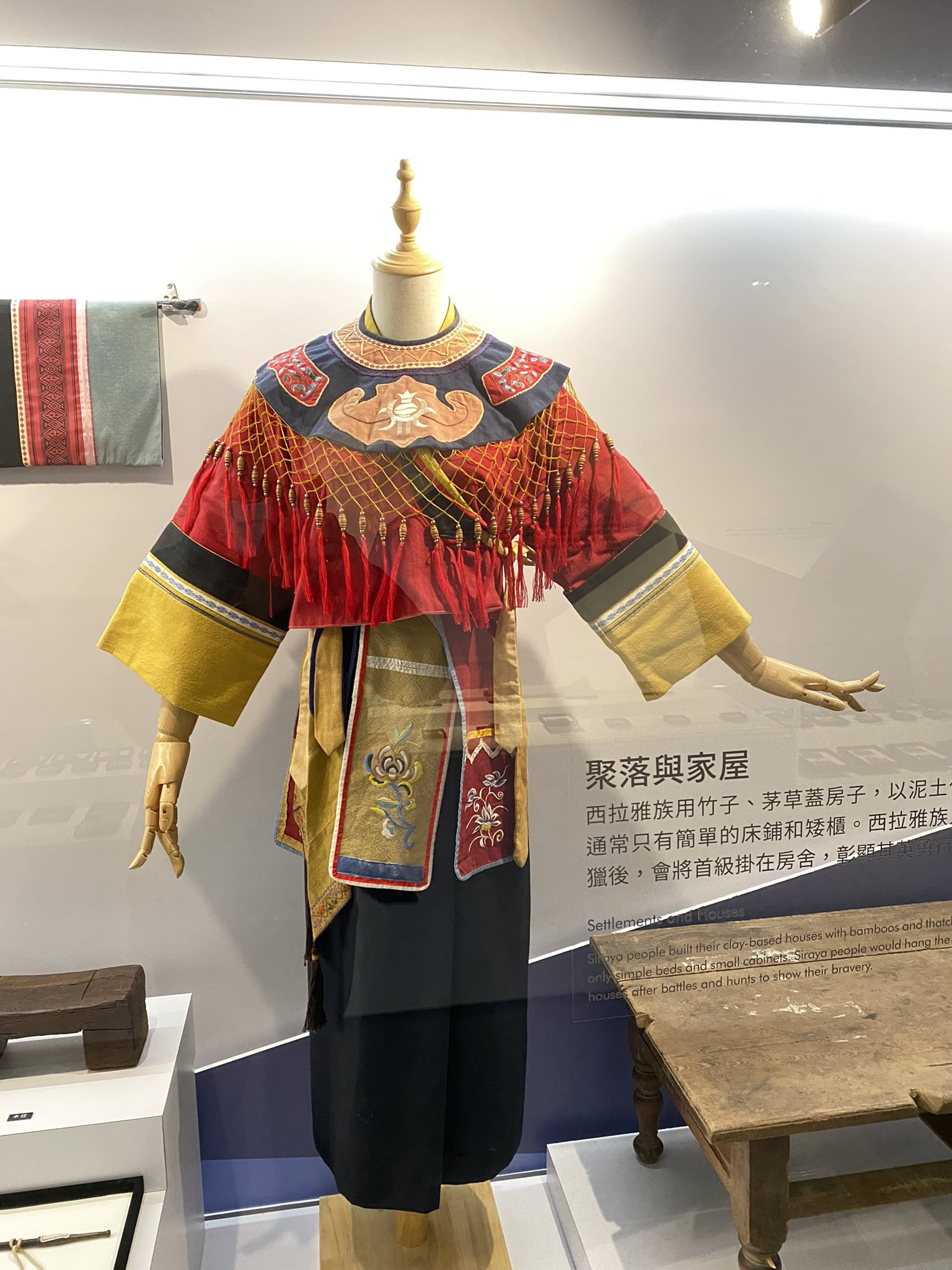
西拉雅族新娘衣（臺南左鎮化石園區藏）

西拉雅族傳統社會為母系繼嗣社會，婚姻制度以招婿婚為主，意即女子招男子入家。後來西拉雅族社會受到漢人文化影響，到日治時期其婚姻制度已經逐漸轉為以嫁娶婚制度為主，意即女子嫁入男子家，但是若女子家中無兄弟時仍可能採行招婿婚制度，此為受到漢人文化中需由男子繼承家庭財產的傳統所影響。
屏東地區的西拉雅族社會發展出兩種婚姻制度，一種是受到漢人文化影響的嫁娶婚，另一種則為嫁娶婚與招婿婚的融合，其運作方式為女子從夫居，但女子仍保有繼承母家財產之權利，丈夫也須不定期至女方家中協助田中事務、付出勞力等，此混和制度屬於傳統西拉雅文化與漢人文化交融之特殊結果。

### 婚姻習俗
西拉雅的男子若是對女子鍾情，會直接拜訪女性並且送她瑪瑙珠子，若女子接受其禮物，男子可以在半夜時趁女方父母皆沉睡後，偷偷潛入女子住屋，且必須在女方家長起床之前離開女方家。等到女子懷孕後，男子才可向女方家提親，此時才可與女方父母見面。

## 信仰與習俗

### 祀壺信仰

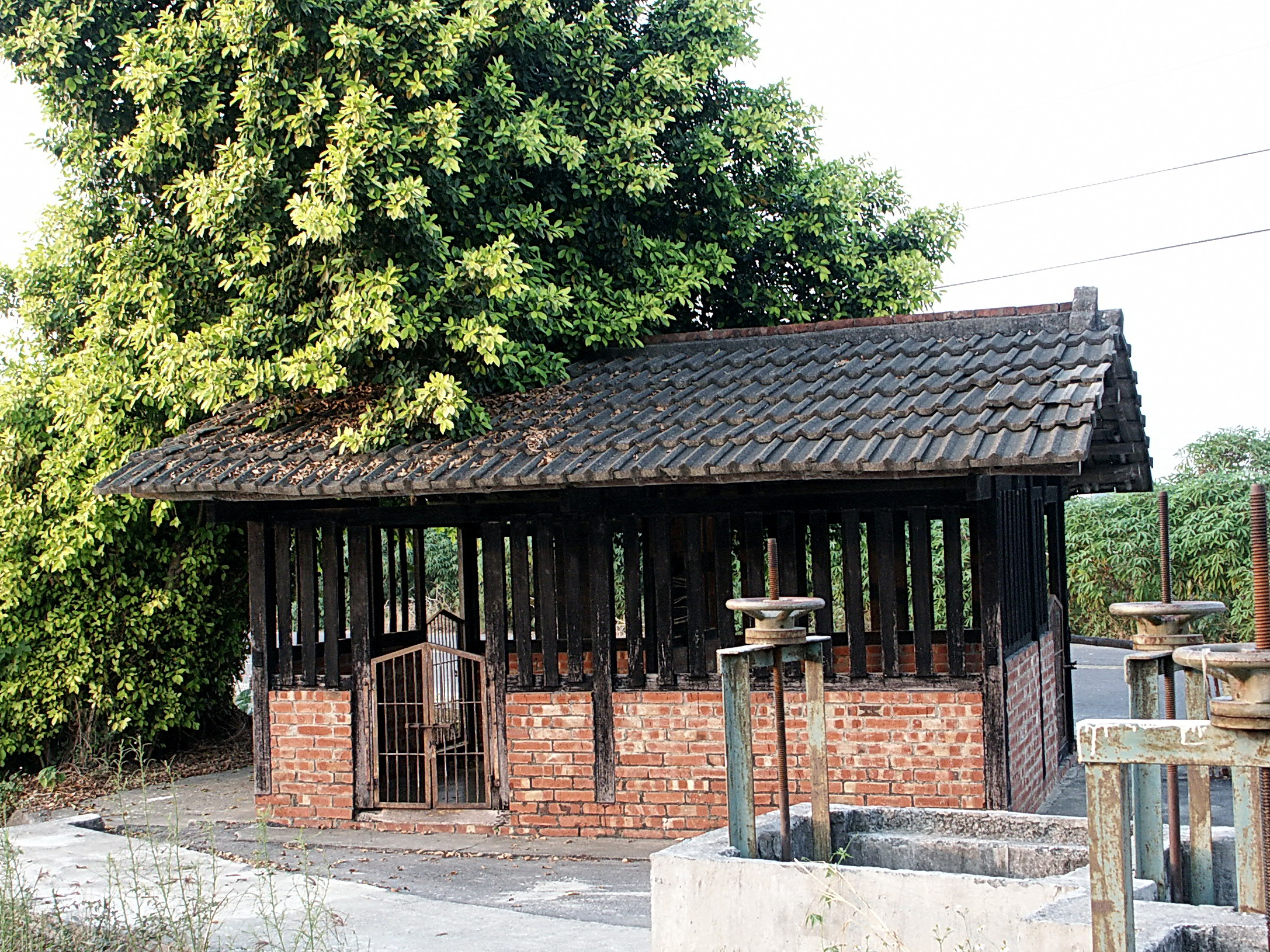
吉貝耍北公廨

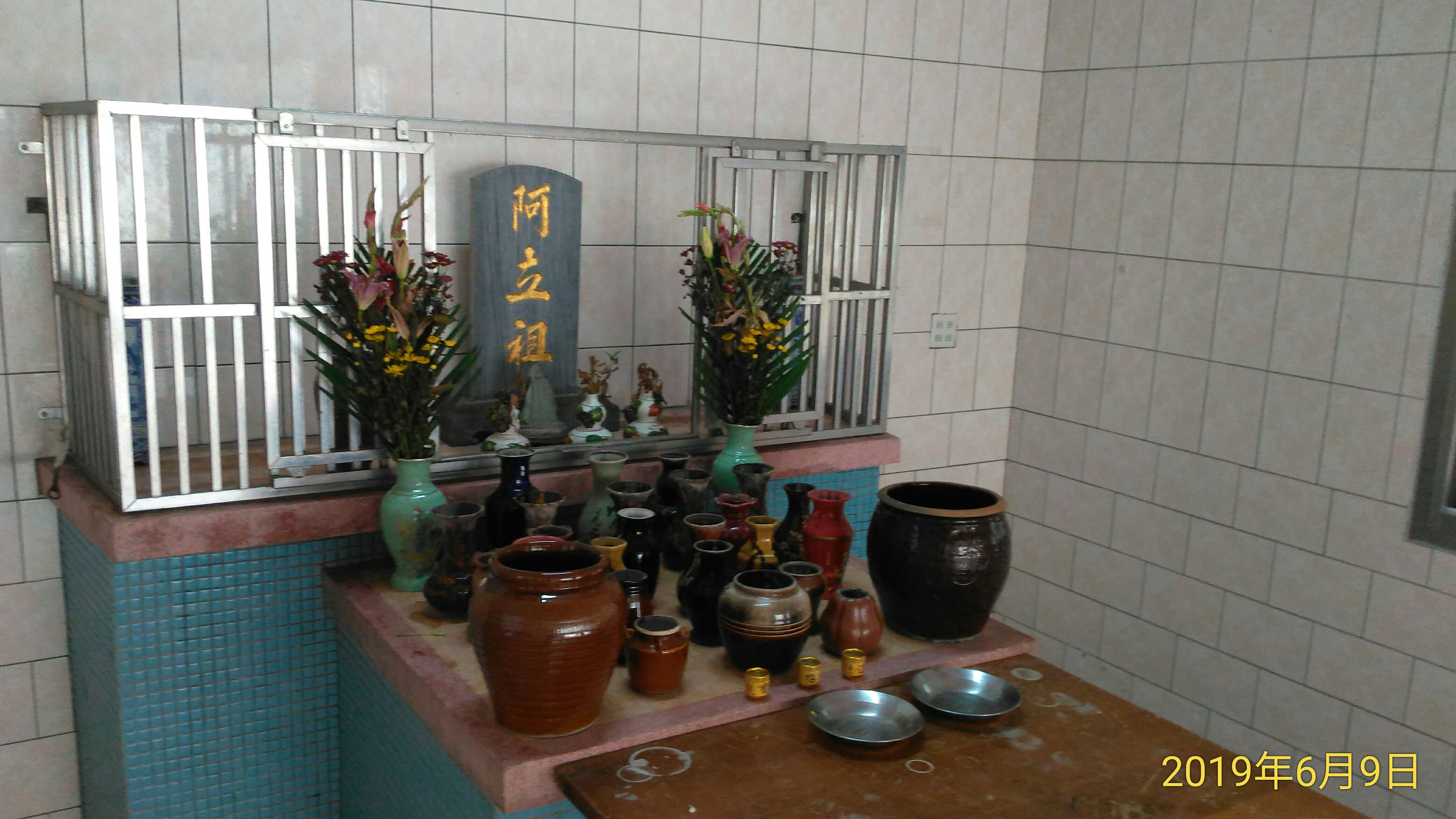
祭祀阿立祖的壺

西拉雅族人的宗教信仰基礎為泛靈信仰，而西拉雅族人發展出獨特的祀壺崇拜。祀壺對於西拉雅族人來說象徵著祖靈，他們會在壺、罐、瓶、碗、甕等容器內裝水並祭拜這些容器。祀壺有各式各樣的形體，各個社系會崇拜不同的祀壺形體，壺體也代表著不同的祖靈，而著名的阿立祖即是眾多祖靈的其中一種稱呼。從壺體的外型很難判斷出是代表何種神明，因此通常會以祭祀的地點做判斷，其祭祀地點分成兩大體系，分別為置於家中的私家體系以及置於公廨的社群體系。私家體系包括私人家傳的祖先與尪姨系統，社群體系則是代表整體社群共同祭祀的祖靈。

### 祭典

#### 阿立祖祭
一般對西拉雅族的阿立祖祭認為他們是祭拜祀壺，其實他們不是祭壺，是拜祀壺裡面的水，他們認為水是祖靈依附的地方。容器只是外在的形式，可以是瓶、碗、甕、缸等，形式不拘。 而水是不會變動的，不換水和道教不過火是一樣的道理，靈與力會消失。 然而因為水會腐敗和消失，所以每月的初一、十五，他們會換祀壺裡的水，就如同人不希望住在髒亂、狹窄的地方，他們也希望祖靈住的地方能舒適。
每年的三月二十九日為阿立祖祭日，當天族人會聚集在一起祭祀，族人會在壺中盛入酒，獻上些許檳榔與米糠，並在壺的旁邊擺上澤蘭。

#### 夜祭與嚎海祭
每年西拉雅族人會舉辦夜祭，分為大內頭社太祖夜祭以及吉貝耍阿立母夜祭等文化活動。頭社太祖夜祭會在每年至十月中旬舉行，此祭典對於族人的意義等同於其他原住民的傳統祭儀以及漢人的神明誕辰日，其祭拜者為阿立祖。吉貝耍阿立母夜祭則是舉行於每年的農曆九月初四的深夜，由一位男祭司遵從尪姨的指示主持祭典，族人會將拜豬整齊排列，準備獻給阿立母。吉貝耍人的夜祭與嚎海祭融合在一起，夜祭結束則緊接著從九月初五的早上開始舉行嚎海祭。嚎海祭又稱為哮海祭，亦即對著大海哭泣並祭拜，象徵著對於過去死於海上的先民或祖先的追思與懷念。族人會在嚎海祭擺放祭品，並由婦人歌唱「牽曲」，儀式的高潮則是尪姨會開始變得情緒激動，彷彿神明附身，尪姨還會倒在地上翻轉身體、一邊哭泣一邊歌唱牽曲表達其追思祖先的情感，甚至會憤怒地拍打地板以及自己的大腿，藉此表達祖先對於族人的斥責與不滿。

### 漢化信仰
部分西拉雅族吸收了漢人信仰，以漢人民間信仰形式供奉傳統神祇。台南佳里金唐殿主祀雷、朱、殷、金、蕭五府千歲，傳聞金唐殿為最早平埔公廨改建為漢式廟宇者。當中朱、雷、殷為自歸仁區大人廟分香而來，蕭王爺、金元帥和方娘娘為開廟之神，一說蕭府千歲為西拉雅族蕭壠社頭目，而蕭府千歲旁祀方府娘娘為頭目夫人（或蕭壠社前代尪姨）；另一說則為蕭王爺為漢人渡海來台時所供奉之神、金元帥則是蕭壠社頭目。劉還月在《南瀛平埔誌》記載「不管上的說法何者正確，蕭、金、方三神的造型的確具有平埔族人顴骨高聳，雙眼深陷的特色，境內的善信，甚至直接稱他們為『番仔佛』。金唐殿和蕭壠社，實密不可分。」:93-94

## 刺繡衣飾

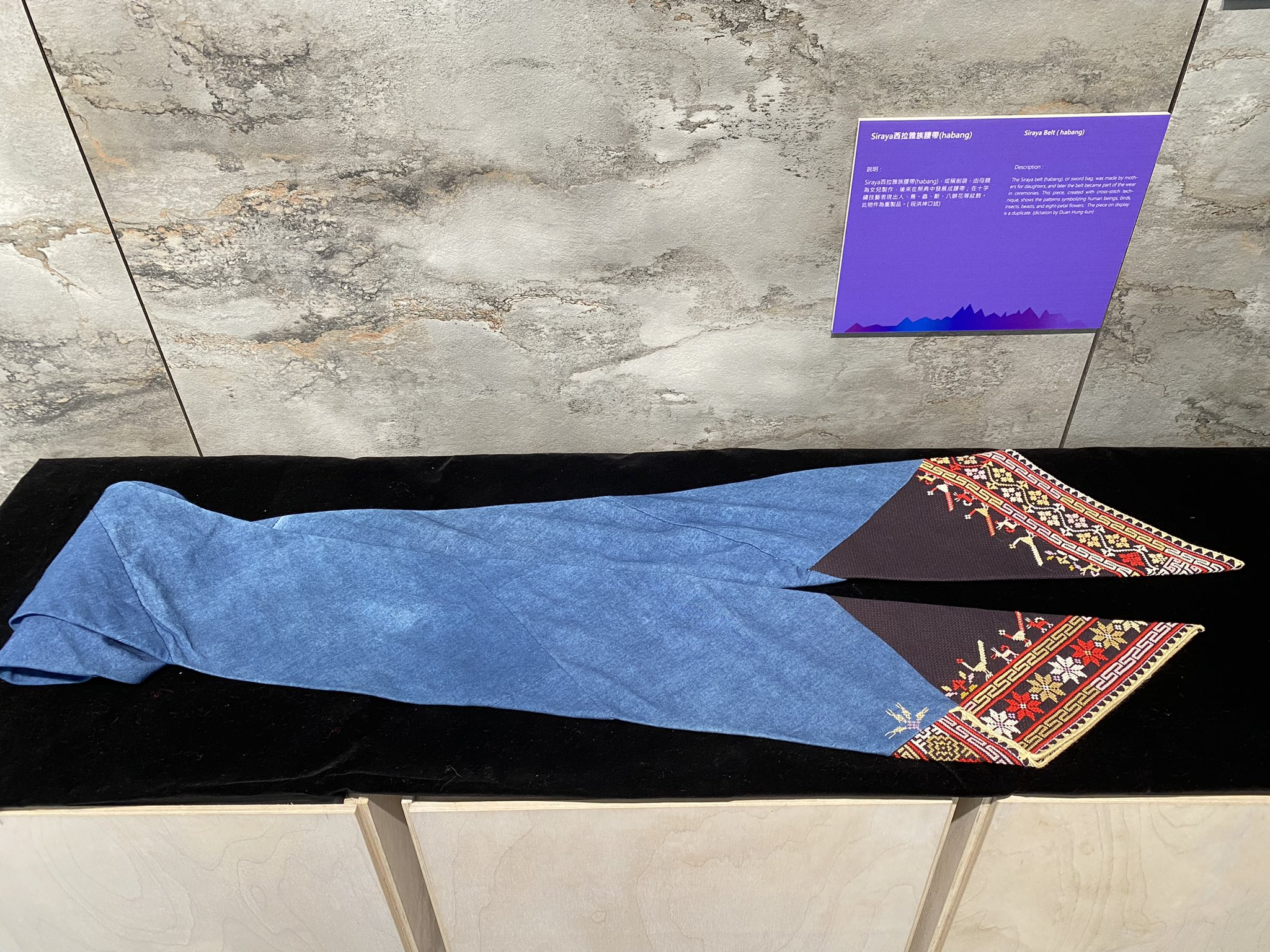
刺繡腰帶

西拉雅族人過去以刺繡紋樣裝飾頭巾、衣物和其他生活用品。主要使用米白等淺色布料為底，用深藍、黑或紅色繡線，在布上施以鳥紋、狗紋、蝶紋或草葉紋。技法上多使用十字繡法於平紋組織的布料上，由十字交叉的單元組成圖案。或運用數紗繡法，在布料的紗線格子之間以平針方式刺繡圖紋。:143-150

## 官方認定
臺南縣政府在2005年率先認定西拉雅族為「縣定原住民族」，2010年縣市合併後，臺南市政府承襲認定其為「臺南市定原住民族」。2013年，花蓮縣富里鄉公所也跟進承認。
西拉雅族發起正名運動多年，但未獲政府認可，族人提起集體行政訴訟。2011年7月21日台北高等行政法院宣判訴訟駁回，等同於敗訴，族人不服繼續上訴。2018年5月，中華民國最高行政法院撤銷台北高等行政法院判決，全案發回高等行政法院更審，而後台北高等行政法院更一審時認為《原住民身分法》有違憲之虞，故申請釋憲。2022年10月28日，憲法法庭111年憲判字第17號判決宣告現行的《原住民身分法》違憲，需在三年內完成修法。
目前官方層級認定的原住民族身分，僅台南市認定其為「市定原住民族」與花蓮縣富里鄉認定其為「鄉定原住民族」。而行政院於2020年已通過原住民族身分法修正草案增加平埔原住民身分別，待立法院三讀通過恢復原住民身分。

## 主要研究文獻

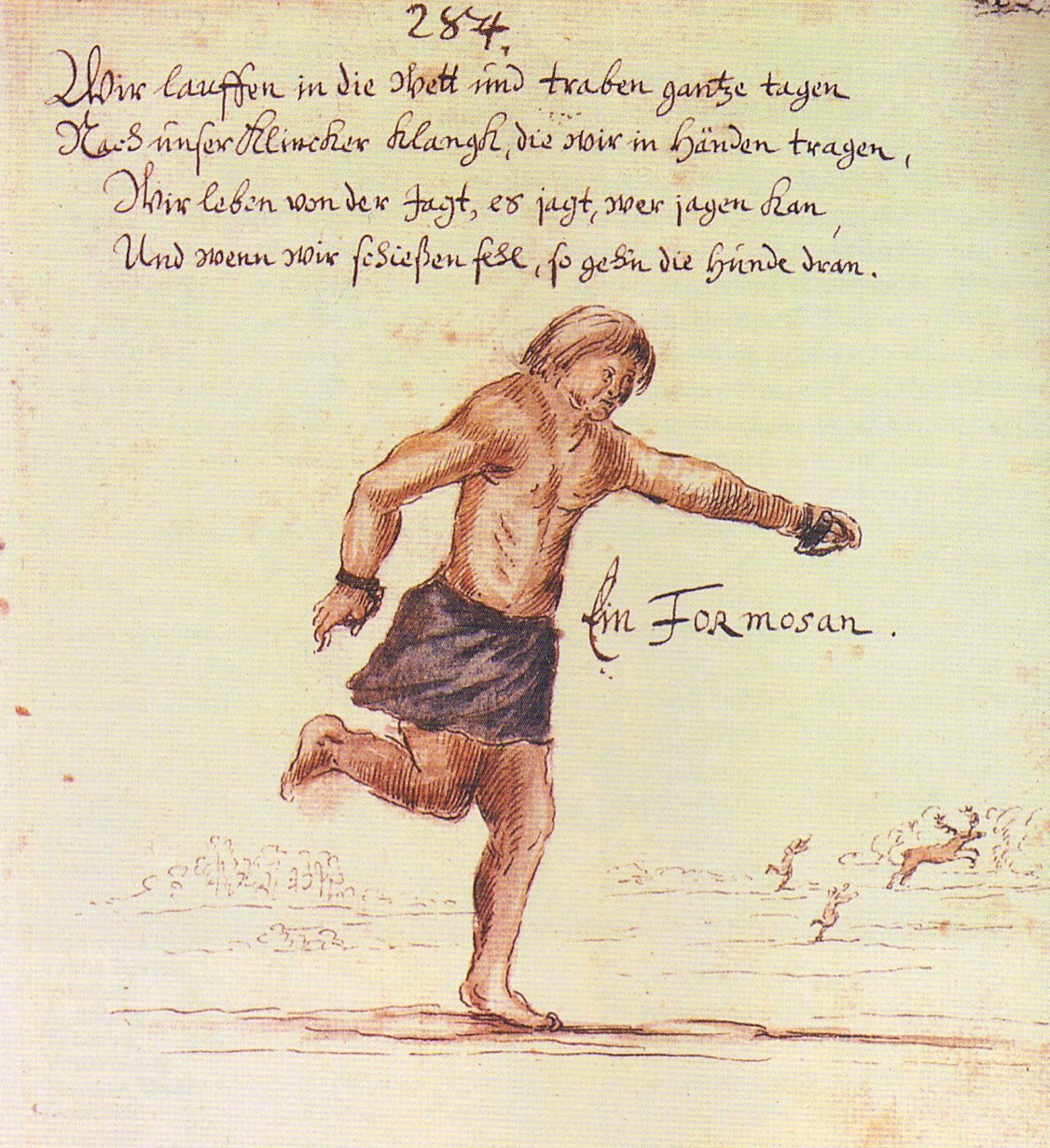
1648–1650年來台的荷蘭東印度公司德籍傭兵施馬爾卡登手繪追鹿的「福爾摩沙人（Ein Formosan）」

由於西拉雅族多數已經和漢人同化，文化也多數失傳，因此研究西拉雅族就要依靠過去建立的一些文獻，主要有明朝陳第的《東番記》、台灣荷西殖民時期的官方檔案與傳教士記錄、以及地方志書，特別是黃叔璥的《番俗六考》與六十七的《番社采風圖》，記載了許多當時西拉雅族的生活情形，為後人的研究留下珍貴的史料。
17世紀荷蘭東印度公司德國傭兵卡斯帕·施馬爾卡登 1642-1652年的遊記《東西印度驚奇旅行記》（Die Wundersamen Reisen des Caspar Schmalkalden nach West- und Ostindien 1642-1652），在1648–1650年駐台期間，清楚描述了臺灣及島上的住民，也留下多張珍貴的手繪畫，包括福爾摩沙人圖。他在遊記中提到狩獵之外，也提及「福爾摩沙人最大的樂趣在於賽跑，那是在村落中固定的地方舉行，為此他們的年輕人和同儕在他們的慶典中相互鬥走。還說他們在奔跑時藉由手上的鐵環來製造清脆的聲響，使他們在跑步時能聽著協調步伐、輕快小跑」:144-146。

## 紀念與文化保存

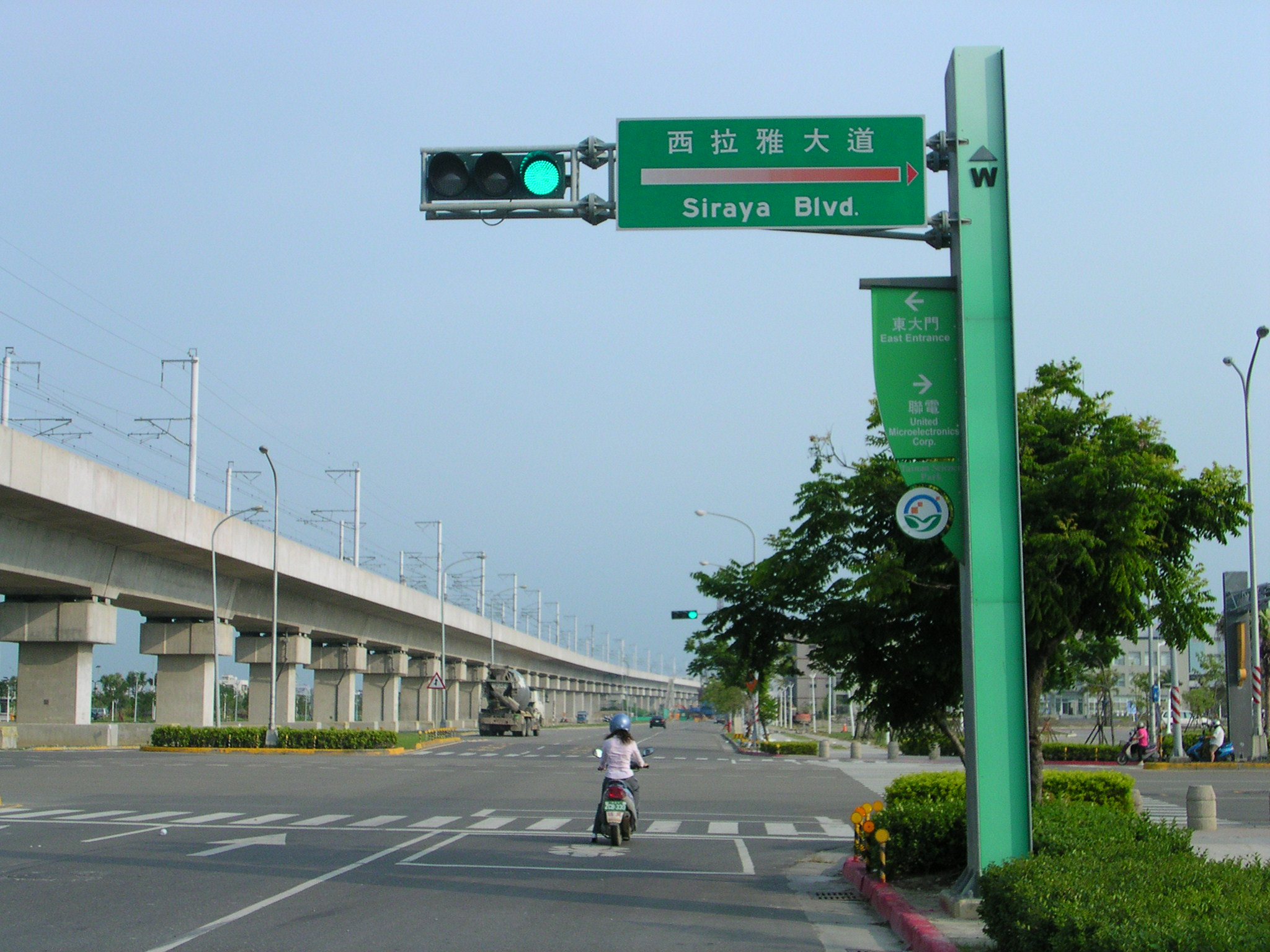
南科區內的東西向主要道路被命名為西拉雅大道以資紀念

對西拉雅文化保存最力的或可說是蘇煥智主政的台南縣政府，蘇在其任內成立了台灣第一個縣級的原住民族委員會「臺南縣西拉雅原住民族事務委員會」；此外，位於雲嘉南靠山地區的台灣第13個國家風景區「西拉雅國家風景區」在命名上首度兼具人文意涵，也是由台南縣政府爭取成立的國家風景區，該風景區也曾與縣府合作辦理文化體驗營及走鏢等傳統西拉雅活動。在一些地區也有設立相關的文化園區與展覽館，如佳里區的北頭洋平埔文化村、蕭壠文化園區常設展，以及麻豆區的蔴荳古港文化園區等等。
另外，在台南縣政府所主導開發的南科特定區中，縣府將其中三條最主要幹道分別命名為「西拉雅大道」、「目加溜灣大道」及「直加弄大道」，也被認為是縣府在紀念發揚西拉雅文化的展現。

## 文學
以西拉雅族為背景之作品有：
- 葉石濤《西拉雅族的末裔》（台北：前衛出版社，1990年）/《西拉雅族末裔潘銀花》（台北：草根出版社，2000年）
- 王家祥《倒風內海》（中和：玉山社，1997年）
- 陳雷《鄉史補記》（台南：開朗雜誌，2008年）
- 方耀乾《台窩灣擺擺 Tayouan Paipai》（台北：晨星出版社，2012年）
- 陳耀昌《福爾摩沙三族記》（台北：遠流出版公司，2012年）
- 林建隆《刺桐花之戰：西拉雅台灣女英雄金娘的故事》（台北：圓神出版社，2013年）
- 褚士瑩《在西拉雅呼喊全世界：褚士瑩發現台灣之旅》（台北：大田出版社，2017年）

## 人物
- 理加（Dika）：十七世紀的新港社頭目，封號臺灣王，曾去日本接受德川家光召見。
- 陳連宏：職棒球員、教練。[33]
- 陳金鋒：前旅外棒球球員、國內職棒球員，外號臺灣巨砲。[33]
- 謝若蘭（Bavaragh Dagalomai）：東華大學族群關係與文化學系教授原轉會和解小組召集人。
- 潘美辰：台灣創作歌手。
- 潘協慶
- 段洪坤（Alak Akatuang）：西拉雅正名運動文史學者。
- 楊南郡
- 萬淑娟（Uma Talavan）：西拉雅原住民事務推動會執行秘書，現原轉會平埔族群南區代表。
- 萬正雄：西拉雅文化協會理事長，西拉雅文化復興、正名運動家。
- 羊子喬：台南縣佳里鎮（今臺南市佳里區）人，台灣詩人。
- 兵家綺：演員
- 江振愷：1/4西拉雅族混血，藝人，主持、健身教練與舞蹈老師，先前為模范棒棒堂成員。

## 参見
- 大武壠族
- 福爾摩沙人
- 新港文書
- 台灣女性文化地標
- 佳里金唐殿
- 西拉雅神話

## 外部連結
- 中央研究院民族所數位典藏：西拉雅館
- 中央研究院語言學研究所（页面存档备份，存于）
- 中央研究院數位典藏資源網：西拉雅族夜祭 （页面存档备份，存于）
- 甘治士的《台灣略記》：17世紀西拉雅族的人類學報告書 （页面存档备份，存于）
- 人文西拉雅- 西拉雅國家風景區管理處 （页面存档备份，存于）

- 【#尋miing紀遺】EP1｜宣告死亡的西拉雅語 竟在台南重生？！(上) @titv8932 （页面存档备份，存于）原視 TITV+ 2022-07-06
- 【#尋miing紀遺】EP2｜西拉雅部落魅力花茶、百年古厝及傳家寶、信仰與歷史巡禮(下) @titv8932 （页面存档备份，存于）原視 TITV+ 2022-07-15